# Rektangeltal
Rektangeltal (kallas även pronictal, oblongtal och heteromecictal) är ett tal som är produkten av två på varandra följande heltal, det vill säga n (n + 1). Det n:te rektangeltalet är två gånger det n:te triangeltalet och n mer än det n:te kvadrattalet.
De första rektangeltalen är:
0, 2, 6, 12, 20, 30, 42, 56, 72, 90, 110, 132, 156, 182, 210, 240, 272, 306, 342, 380, 420, 462, 506, 552, 600, 650, 702, 756, 812, 870, 930, 992, 1056, 1122, 1190, 1260, 1332, 1406, 1482, 1560, 1640, 1722, 1806, 1892, 1980, 2070, 2162, 2256, 2352, 2450, 2550, … (talföljd A002378 i OEIS)
Uppbyggnaden för de första rektangeltalen är:
| * · * | * · * · * · * · * · * | * · * · * · * · * · * · * · * · * · * · * · * | * · * · * · * · * · * · * · * · * · * · * · * · * · * · * · * · * · * · * · * |
| 1×2   | 2×3                   | 3×4                                           | 4×5                                                                           |
Rektangeltal kan också uttryckas som n2 + n. Det n:te rektangeltalet är summan av de första n jämna heltal, liksom skillnaden mellan (2n − 1)2 och det n:te centrerade hexagontalet.
Alla rektangeltal är jämna, därav 2 är det enda rektangulära primtalet. Det är också det enda rektangulära Fibonacci- och Lucastalet.
Antalet icke-diagonala notationer i en kvadratisk matris är alltid ett rektangeltal.
Det faktum att konsekutiva heltal är relativt prima och att ett rektangeltal är produkten av två konsekutiva heltal leder till ett antal egenskaper. Varje distinkt primtalsfaktor av ett rektangeltal är närvarande i endast en av dess faktorer. Alltså är ett rektangeltal kvadratfritt om och endast om n och n + 1 också är kvadratfria. Antalet distinkta primtalsfaktorer i ett rektangeltal är summan av antalet distinkta primfaktorer i n och n + 1.

### Fotnoter
1. ↑  Wayne L. McDaniel, "Pronic Lucas Numbers" Arkiverad 5 juli 2017 hämtat från the Wayback Machine., The Fibonacci Quarterly, vol.36, iss.1, pp.60-62, 1998.
2. ↑  Wayne L. McDaniel, "Pronic Fibonacci Numbers", The Fibonacci Quarterly, vol.36, iss.1, pp.56-59, 1998.